# Крилок, Фрэнк
Фрэнк Уи́льям «Кри» Кри́лок (англ. Frank William "Crea" Crealock; 11 февраля 1925, Портидж-ла-Прери — 14 апреля 2016, Палм-Дезерт, Калифорния) — американский кёрлингист.
В составе мужской сборной США участник и бронзовый призёр чемпионата мира 1961 (первого чемпионата мира среди мужчин, где участвовала сборная США). Чемпион США среди мужчин.
Играл на позиции четвёртого, был скипом команды.

## Достижения
- Чемпионат мира по кёрлингу среди мужчин: бронза (1961).
- Чемпионат США по кёрлингу среди мужчин: золото (1961).

## Команды
| Сезон   | Четвёртый    | Третий     | Второй        | Первый        | Турниры             |
| ------- | ------------ | ---------- | ------------- | ------------- | ------------------- |
| 1960—61 | Фрэнк Крилок | Кен Шервуд | Джон Джемисон | Бад Маккартни | ЧСША 1961 · ЧМ 1961 |

(скипы выделены полужирным шрифтом)

## Частная жизнь
Работал акушером-гинекологом. Окончил медицинский колледж Манитобского университета (провинция Манитоба, Канада) и Айовский университет (штат Айова, США).